# رافائل مارتین باسکس
رافائل مارتین وازکوز (به اسپانیایی: Rafael Martín Vázquez) بازیکن فوتبال اهل اسپانیا است که از سال ۱۹۸۷ تا ۱۹۹۲ میلادی عضو تیم ملی فوتبال اسپانیا بوده و در ۳۸ بازی ملی حضور داشته‌است. او در بازی‌های ملی‌اش ۱ گل به ثمر رساند.